# Janolus
Janolus is een geslacht van zeenaaktslakken (Nudibranchia), en het typegeslacht van de familie Janolidae. De wetenschappelijke naam van het geslacht werd in 1884 gepubliceerd door Ludwig Rudolph Sophus Bergh, samen met die van Janolus australis, de enige soort die hij op dat moment in het geslacht plaatste, en die daarmee automatisch de typesoort was. De naam is een verkleinwoord van Janus Vérany, 1844, door Bergh nog behandeld als een ander geslacht van zeenaaktslakken, maar een later homoniem van Janus Stephens, 1825, een geslacht van halmwespen. Janus Vérany, waarvan Janus spinolae Vérany, 1846 = Antiopella cristata (Delle Chiaje, 1841) de typesoort is, wordt nu beschouwd als een synoniem van Antiopella.

## Soorten
- Janolus anulatus Camacho-Garcia & Gosliner, 2006
- Janolus australis Bergh, 1884
- Janolus chilensis M.A. Fischer, Cervera & Ortea, 1997
- Janolus comis Er. Marcus, 1955
- Janolus eximius M.C. Miller & Willan, 1986
- Janolus faustoi Ortea & Llera, 1988
- Janolus flavoanulatus Pola & Gosliner, 2019
- Janolus hyalinus (Alder & Hancock, 1854) – Wrattig tipje
- Janolus ignis M.C. Miller & Willan, 1986
- Janolus incrustans Pola & Gosliner, 2019
- Janolus kinoi Edmunds & Carmona, 2017
- Janolus mirabilis Baba & Abe, 1970
- Janolus mokohinau M.C. Miller & Willan, 1986
- Janolus mucloc (Er. Marcus, 1958)
- Janolus rebeccae Schrödl, 1996
- Janolus savinkini Martynov & Korshunova, 2012
- Janolus toyamensis Baba & Abe, 1970
- Janolus tricellariodes Pola & Gosliner, 2019

### Synoniemen
- Janolus barbarensis (J.G. Cooper, 1863) => Antiopella barbarensis (J.G. Cooper, 1863)
- Janolus capensis Bergh, 1907 => Antiopella capensis (Bergh, 1907)
- Janolus costacubensis Ortea & Espinosa, 2000 => Janolus comis Er. Marcus, 1955
- Janolus cristatus (Delle Chiaje, 1841) => Antiopella cristata (Delle Chiaje, 1841) – Blauwtipje
- Janolus flagellatus Eliot, 1906 => Janolus hyalinus (Alder & Hancock, 1854)
- Janolus fuscus O'Donoghue, 1924 => Antiopella fusca (O'Donoghue, 1924)
- Janolus gelidus Millen, 2016 => Antiopella gelida (Millen, 2016)
- Janolus longidentatus Gosliner, 1981 => Antiopella longidentata (Gosliner, 1981)
- Janolus nakaza (Gosliner, 1981) => Bonisa nakaza Gosliner, 1981
- Janolus novozealandicus (Eliot, 1907) => Antiopella novozealandica Eliot, 1907
- Janolus praeclarus (Bouchet, 1975) => Antiopella praeclara Bouchet, 1975